# Svarttjärnen (Skorpeds socken, Ångermanland, 703922-158194)
Svarttjärnen är en sjö i Örnsköldsviks kommun i Ångermanland och ingår i Nätraåns huvudavrinningsområde. Sjöns area är 0,035 kvadratkilometer och den befinner sig 329 meter över havet.